# Omari Akhmedov
Omari Akhmedov (Kizlyar, 12 de outubro de 1987) é um lutador russo de artes marciais mistas, que atualmente compete no meio-médio do Ultimate Fighting Championship.

## Biografia
Akhmedov nasceu em 1987 na antiga União Soviética no vilarejo de Kizlyar no atual Daguestão, Rússia. Ele é muçulmano.
Como muitas crianças do Daguestão, Akhmedov entrou no Freestyle Wrestling e conseguiu muitos méritos nesse esporte.

## Carreira no MMA

### Começo da carreira
Akhmedov fez sua estréia profissional no MMA em 30 de Janeiro de 2010, quando ele enfrentou Iskhan Zakharian no ProFC: Fight Night 2. Ele venceu a luta por finalização com um mata leão. Após isso, Akhmedov construiu um recorde de 12–1 antes de assinar com o Ultimate Fighting Championship em Setembro de 2013.

### Ultimate Fighting Championship
Akhmedov assinou um contrato de quatro lutas com o UFC em Setembro de 2013.
Em sua estréia promocional, Akhmedov enfrentou Thiago Perpétuo em 9 de Novembro de 2013 no UFC Fight Night: Belfort vs. Henderson II. A luta foi muito equilibrada onde ambos lutadores atordoaram um ao outro com socos antes de Akhmedov vencer a luta por nocaute. A vitória também lhe redeu seu primeiro prêmio de Luta da Noite. Após a luta, Akhmedov expressou seu desejo de descer aos Meio Médios.
Em sua estréia nos meio médios, Akhmedov enfrentou Gunnar Nelson em 8 de Março de 2014 no UFC Fight Night: Gustafsson vs. Manuwa. Ele perdeu a luta por finalização com uma guilhotina no primeiro round.
Akhmedov enfrentou Mats Nilsson em 3 de Janeiro de 2015 no UFC 182.
Ele substituiu Alan Jouban e enfrentou Brian Ebersole em 6 de Junho de 2015 no UFC Fight Night: Boetsch vs. Henderson. Omari acertou um chute na perna de seu adversário que machucou seu joelho e fez Ebersole desistir da luta ao término do primeiro round.
Akhmedov era esperado para enfrentar Lyman Good em 10 de Dezembro de 2015 no UFC Fight Night: Namajunas vs. VanZant. No entanto, uma lesão tirou Good do evento e ele foi substituído por Sérgio Moraes. Akhmedov perdeu a luta por nocaute técnico no terceiro round.

## Títulos

### Artes marciais mistas
- Ultimate Fighting Championship
  - Luta da Noite (Duas vezes)

### Pancrácio
- Federação Russa de Pancrácio
  - Campeão Russo de Pancrácio (Duas vezes)

### Combate corpo-a-corpo
- União Russa de Artes Marciais
  - Campeão Russo de Combate corpo-a-corpo (Duas vezes)

### Sambo
- Federação Russa de Combat Sambo
  - Campeão do Daguestão de Combat Sambo

## Cartel no MMA
| Cartel no MMA   |             |            |
| 28 lutas        | 21 vitórias | 6 derrotas |
| Por nocaute     | 7           | 2          |
| Por finalização | 6           | 2          |
| Por decisão     | 8           | 2          |
| Empates         | 1           | 1          |

| Res.    | Cartel | Oponente             | Método                           | Evento                                    | Data       | Round | Tempo | Local                  | Notas                       |
| ------- | ------ | -------------------- | -------------------------------- | ----------------------------------------- | ---------- | ----- | ----- | ---------------------- | --------------------------- |
| Derrota | 21-6-1 | Brad Tavares         | Decisão (dividida)               | UFC 264: Poirier vs. McGregor 3           | 10/07/2021 | 3     | 5:00  | Las Vegas, Nevada      |                             |
| Vitória | 21-5-1 | Tom Breese           | Finalização (triângulo de braço) | UFC on ESPN: Chiesa vs. Magny             | 20/01/2021 | 2     | 1:41  | Abu Dhabi              |                             |
| Derrota | 20-5-1 | Chris Weidman        | Decisão (unânime)                | UFC Fight Night: Lewis vs. Oleinik        | 08/08/2020 | 3     | 5:00  | Las Vegas, Nevada      |                             |
| Vitória | 20-4-1 | Ian Heinisch         | Decisão (unânime)                | UFC 245: Usman vs. Covington              | 14/12/2019 | 3     | 5:00  | Las Vegas, Nevada      |                             |
| Vitória | 19-4-1 | Zak Cummings         | Decisão (unânime)                | UFC 242: Khabib vs. Poirier               | 07/09/2019 | 3     | 5:00  | Abu Dhabi              |                             |
| Vitória | 18-4-1 | Tim Boetsch          | Decisão (unânime)                | UFC Fight Night: Lewis vs. dos Santos     | 09/03/2019 | 3     | 5:00  | Wichita, Kansas        |                             |
| Empate  | 17-4-1 | Marvin Vettori       | Empate (majoritário)             | UFC 219: Cyborg vs. Holm                  | 30/12/2017 | 3     | 5:00  | Las Vegas, Nevada      | Volta aos Médios.           |
| Vitória | 17-4   | Abdul Razak Alhassan | Decisão (dividida)               | UFC Fight Night Gustafsson vs. Teixeira   | 28/05/2017 | 3     | 5:00  | Estocolmo              |                             |
| Vitória | 16-4   | Kyle Noke            | Decisão (unânime)                | UFC Fight Night: Whittaker vs. Brunson    | 27/11/2016 | 3     | 5:00  | Melbourne              |                             |
| Derrota | 15-4   | Elizeu dos Santos    | Nocaute Técnico (joelhadas)      | UFC on Fox: Teixeira vs. Evans            | 16/04/2016 | 3     | 3:03  | Tampa, Florida         | Luta da Noite.              |
| Derrota | 15-3   | Sérgio Moraes        | Nocaute Técnico (socos)          | UFC Fight Night: Namajunas vs. VanZant    | 10/12/2015 | 3     | 2:18  | Las Vegas, Nevada      |                             |
| Vitória | 15-2   | Brian Ebersole       | Nocaute Técnico (desistência)    | UFC Fight Night: Boetsch vs. Henderson    | 06/06/2015 | 1     | 5:00  | New Orleans, Louisiana |                             |
| Vitória | 14-2   | Mats Nilsson         | Decisão (unânime)                | UFC 182: Jones vs. Cormier                | 03/01/2015 | 3     | 5:00  | Las Vegas, Nevada      |                             |
| Derrota | 13-2   | Gunnar Nelson        | Finalização (guilhotina)         | UFC Fight Night: Gustafsson vs. Manuwa    | 08/03/2014 | 1     | 4:36  | Londres                | Estréia no Peso Meio Médio. |
| Vitória | 13-1   | Thiago Perpétuo      | Nocaute (socos)                  | UFC Fight Night: Belfort vs. Henderson II | 09/11/2013 | 1     | 3:31  | Goiânia                | Luta da Noite.              |
| Vitória | 12-1   | Fabricio Nascimento  | Finalização (guilhotina)         | Nord Desant                               | 13/05/2013 | 1     | 0:53  | Yugra                  |                             |
| Vitória | 11-1   | Rafal Haratyk        | Nocaute (soco)                   | Battle of Stars 1                         | 22/12/2012 | 1     | 2:26  | Makhachkala            |                             |
| Vitória | 10-1   | Sergey Karpov        | Finalização (guilhotina)         | Colosseum Battles Champions               | 21/10/2012 | 1     | 4:58  | Ufa                    |                             |
| Vitória | 9-1    | Aleksander Boyko     | Finalização (triângulo)          | Odessa Golden Cup                         | 09/05/2012 | 1     | 1:02  | Odessa                 |                             |
| Vitória | 8-1    | Aliyor Isakov        | Nocaute Técnico (socos)          | Governors Cup - Saint Petersburg          | 12/04/2012 | 1     | 3:05  | St. Petersburg         |                             |
| Vitória | 7-1    | Talekh Nazhav-Zade   | Nocaute Técnico (socos)          | Governors Cup - Saint Petersburg          | 12/04/2012 | 1     | 0:20  | St. Petersburg         |                             |
| Vitória | 6-1    | Akbar Nabavizade     | Nocaute Técnico (socos)          | Governors Cup - Saint Petersburg          | 12/04/2012 | 1     | 2:30  | St. Petersburg         |                             |
| Vitória | 5-1    | Mikhail Istomin      | Finalização (chave de braço)     | ProFC - Grand Prix Global Finals          | 01/10/2011 | 1     | 1:22  | Volgograd              |                             |
| Vitória | 4-1    | Vladimir Semenov     | Decisão (dividida)               | ProFC Grand Prix Global - Russia I        | 01/10/2011 | 2     | 5:00  | Volgograd              |                             |
| Vitória | 3-1    | Musa Arslangadzhiev  | Nocaute Técnico (socos)          | Urkarakh Fights                           | 22/07/2010 | 1     | 3:50  | Urkarakh               |                             |
| Derrota | 2-1    | Michail Tsarev       | Finalização (guilhotina)         | ProFC - Russia Cup Stage 2                | 28/11/2010 | 2     | 4:29  | Ufa                    |                             |
| Vitória | 2-0    | Magomed Umarov       | Decisão (unânime)                | Pancration Black Sea Cup                  | 09/07/2010 | 2     | 5:00  | Anapa                  |                             |
| Vitória | 1-0    | Ishkhan Zakharian    | Finalização (mata leão)          | ProFC: Fight Night 2                      | 30/01/2010 | 1     | 3:40  | Rússia                 |                             |